# Luigi Pelloux
Luigi Gerolamo Pelloux, född 1 mars 1839 i La Roche-sur-Foron, död 26 oktober 1924 i Bordighera, var en italiensk general och politiker.
Pelloux blev 1857 italiensk artilleriofficer. Han deltog med utmärkelse i samtliga fälttåg i Italien 1859–70 och i Afrika 1885–89. Han kommenderade 1870 som major den artilleriavdelning, som sköt den berömda bräschen i Roms stadsmur vid Porta Pia. Han blev 1878 överste, var 1880–84 generalsekreterare i krigsministeriet och 1881–95 ledamot av deputeradekammaren, där han anslöt sig till vänstern, samt blev 1896 senator. 
Pelloux, som hade stor andel i 1884 års arméreorganisation, blev 1891 generallöjtnant, var under tiden februari 1891 till november 1893 krigsminister, först i Antonio di Rudinìs och sedan i Giovanni Giolittis kabinett. Han blev i maj 1896 generalstabschef och var juli 1896 till december 1897 ånyo krigsminister (i Rudinìs andra kabinett). Sedan Pelloux i maj 1898 som kunglig kommissarie stillat oroligheterna i Apulien, blev han i juni samma år Rudinìs efterträdare som konseljpresident i en moderat/liberal regering och övertog samtidigt inrikesportföljen. 
Pelloux rekonstruerade sin ministär i maj 1899, närmade sig därvid Sidney Sonninos konservativa grupp och vidtog energiska åtgärder för bekämpande av den revolutionära jäsningen i Syditalien. Radikaler och socialister motsatte sig envist, bland annat genom obstruktion, regeringens lagförslag om förenings-, församlings- och tryckfriheten, vilka då provisoriskt utfärdades genom kungliga dekret (juni 1899). Valen 1900 försvagade hans ställning i parlamentet, och i juni samma år lämnade han plats för en moderat-liberal ministär under ledning av Giuseppe Saracco. Pelloux blev därefter armékårschef.